# في رحاب التفسير (كتاب)
في رحاب التفسير كتاب في التفسير من عشرة مجلدات ألفه الداعية الإسلامي عبد الحميد كشك بعد منعه من الخطابة في سبتمبر 1981. وقام فيه بتفسير القرآن الكريم كاملاً، وهو تفسير يعرض للجوانب الدعوية في القرآن الكريم.